# Quỹ (Luật Hoa Kỳ)
Một quỹ ở Hoa Kỳ là một loại tổ chức từ thiện. Tuy nhiên, Luật Thuế phân biệt giữa các quỹ tư nhân (thường được tài trợ bởi một gia đình, cá nhân, hoặc công ty) và các tổ chức từ thiện công cộng (quỹ cộng đồng và các nhóm phi lợi nhuận khác huy động tiền từ công chúng nói chung). Các quỹ tư nhân có hạn chế hơn và lợi ích thuế ít hơn so với các quỹ từ thiện công cộng như quỹ cộng đồng.

## Lịch sử
Hai nhà hảo tâm nổi tiếng nhất của Gilded Age đi tiên phong trong loại hoạt động từ thiện tư nhân quy mô lớn, trong đó cơ sở là một trụ cột hiện đại: John D. Rockefeller và Andrew Carnegie. Các doanh nhân tích lũy tư nhân giàu có ở quy mô trước đó chưa biết bên ngoài nhuận bút, và mỗi năm sau đó của họ quyết định để cung cấp cho nhiều của nó đi. Carnegie đã đi phần lớn tài sản của ông trong các hình thức quà tặng một thời gian để xây dựng các thư viện và bảo tàng. Phù hợp với Rockefeller theo (đặc biệt là xây dựng Đại học Chicago), nhưng sau đó đã gần một nửa số tài sản của ông để tạo ra Rockefeller Foundation. Tư nhân lớn nhất thường xuyên cung cấp vốn cho từ thiện được tạo ra tại thời điểm đó, Quỹ Rockefeller là người đầu tiên để trở thành một ví dụ sử dụng rộng rãi của các loài: a đứng làm từ thiện cấp thực thể bên ngoài kiểm soát trực tiếp bởi bất kỳ cấp chính quyền.
Trong khi đó, năm 1914, Fredrick Goff, một chủ ngân hàng nổi tiếng tại Công ty tin tưởng Cleveland, đã tìm cách để loại bỏ "bàn tay chết" của hoạt động từ thiện tổ chức và do đó tạo ra nền tảng cộng đồng đầu tiên ở Cleveland. Ông đã tạo ra một nền tảng corporately cấu trúc có thể sử dụng quà tặng cộng đồng một cách đáp ứng và phù hợp với nhu cầu. Giám sát và kiểm soát cư trú trong "bàn tay trực tiếp" của công chúng như trái ngược với "bàn tay chết" của những người sáng lập cơ sở tư nhân.
Bắt đầu từ cuối chiến tranh thế giới thứ II, đỉnh cao của Hoa Kỳ thuế thu nhập tỷ lệ thúc đẩy sự bùng nổ của cơ sở và tin tưởng được tạo ra, trong đó nhiều người chỉ đơn giản là thuế nơi trú ẩn. Tổng thống Harry S. Truman công khai nêu ra vấn đề này trong năm 1950, kết quả trong việc thông qua vào cuối năm đó của một đạo luật liên bang thành lập chặt chẽ và định nghĩa mới để thực hành. Pháp luật đã không đi rất xa trong việc điều chỉnh các cơ sở được miễn thuế, tuy nhiên, một thực tế đã được thực hiện rõ ràng trong suốt phần còn lại của thập kỷ đó là mô hình nền tảng-như-thuế-nơi trú ẩn tiếp tục được nhân giống bằng cố vấn tài chính cho các gia đình, cá nhân giàu có. Một số nỗ lực đi qua một hoàn chỉnh hơn về cải cách trong những năm 1960 lên đến đỉnh điểm trong các Đạo luật Cải cách thuế năm 1969, mà vẫn là pháp luật về kiểm soát ở Hoa Kỳ. Để biết thêm chi tiết về điều đó lịch sử lập pháp, xem  Lưu trữ ngày 24 tháng 7 năm 2011 tại Wayback Machine.

## Các loại
Tại Hoa Kỳ, "nền tảng" không có tư cách pháp lý đặc biệt theo quy định của pháp luật Liên bang (không giống như "kết hợp"), một tổ chức có thể có từ "nền tảng" trong tên của nó và không phải là một quỹ từ thiện của bất kỳ loại - Tuy nhiên, pháp luật nhà nước có thể áp đặt các hạn chế, ví dụ, [[Michigan giấy phép sử dụng của nó chỉ dành cho các tổ chức phi lợi nhuận với mục đích tiếp nhận và quản lý quỹ cho sự vĩnh cửu của bộ nhớ của người, bảo quản của các đối tượng quan tâm lịch sử, tự nhiên, giáo dục, từ thiện, hoặc tôn giáo mục đích, hoặc của cộng đồng MCL 450.2212 (3)]]</ref> Sự khác biệt giữa tổ chức từ thiện và tổ chức phi lợi nhuận s rõ về điểm này.
Bộ luật Thuế xác định nhiều loại của các tổ chức phi lợi nhuận mà không phải trả thuế thu nhập. Tuy nhiên, chỉ có các tổ chức từ thiện có thể nhận được đóng góp được khấu trừ thuế và tránh phải trả tài sản và thuế bán hàng. Ví dụ, một nhà tài trợ sẽ nhận được một khấu trừ thuế đối với tiền cho một nhà bếp súp địa phương nếu tổ chức được phân loại như là một 501 (c) (3) tổ chức, nhưng không đưa tiền cho Hiệp hội Bóng rổ Quốc gia, ngay cả mặc dù NBA là một hiệp hội phi lợi nhuận . Không một tổ chức từ thiện công cộng cũng không phải một nền tảng có thể trả tiền hoặc tham gia vào các hoạt động chính trị đảng phái, trừ khi họ đầu hàng miễn thuế bao gồm voiding khấu trừ bất kỳ khoản khấu trừ thuế cho các nhà tài trợ sau sự đầu hàng hoặc ngày thu hồi.
Tổ chức từ thiện được miễn thuế rơi vào hai loại: công cộng tổ chức từ thiện và cơ sở tư nhân. Một nền tảng cộng đồng là một tổ chức từ thiện công cộng. Mã số thuế Mỹ trong 26 USCA 509 điều chỉnh việc tổ chức tư nhân. Trong khi đó, 26 USCA 501 (c) (3) điều chỉnh việc công khai tổ chức từ thiện.

### Quỹ cộng đồng
Cơ sở cộng đồng là những công cụ của xã hội dân sự được thiết kế để hồ bơi đóng góp vào đầu tư phối hợp và cơ sở thực hiện cấp chủ yếu để cải thiện xã hội của một nơi nhất định. Nói cách khác, một nền tảng cộng đồng như một nền tảng công cộng. Đây là loại nền tảng yêu cầu đại diện cộng đồng trong ban điều hành và tài trợ được thực hiện để cải thiện cộng đồng. Thông thường sẽ có một thành phố có một nền tảng cộng đồng nơi ban điều hành bao gồm nhiều nhà lãnh đạo của doanh nghiệp, tôn giáo, và lợi ích địa phương. Trợ cấp như vậy mà nền tảng cộng đồng sau đó sẽ thực hiện sẽ có lợi cho người dân của thành phố đó. Ví dụ, hãy xem Cleveland Foundation.
Bày tỏ công khai sự tham gia và giám sát cơ sở cộng đồng cho phép classficiation của họ là tổ chức từ thiện công cộng chứ không phải là tổ chức tư nhân.

### Quỹ tư nhân
Cơ sở tư nhân thường có một nguồn duy nhất lớn kinh phí (thường là quà tặng từ một gia đình, Tổng công ty chứ không phải là kinh phí từ nhiều nguồn) và nhất là hoạt động chính của họ làm cho các khoản tài trợ cho các tổ chức từ thiện và các cá nhân, chứ không phải là hoạt động trực tiếp của từ thiện chương trình. Khi một người hoặc một công ty sáng lập một nền tảng tin thường xuyên các thành viên gia đình của người đó hoặc các đại lý của công ty là thành viên của ban điều hành. Điều này hạn chế giám sát công khai trên cơ sở tư nhân, mà đòi hỏi phải điều trị không thuận lợi so với các cơ sở cộng đồng.
Việc điều trị khác nhau cơ sở tư nhân so với các tổ chức từ thiện công cộng bao gồm cơ sở cộng đồng như sau:
(A) cơ sở phải trả 5% tài sản của nó mỗi năm trong khi một tổ chức từ thiện công cộng không;
(B) các nhà tài trợ cho một tổ chức từ thiện công cộng nhận được lợi ích về thuế lớn hơn các nhà tài trợ cho một nền tảng;
(C) một tổ chức từ thiện công cộng phải thu thập ít nhất 10% chi phí hàng năm từ công chúng để duy trì được miễn thuế trong khi một nền tảng không.

##### Hoạt động và không hoạt động
Đối với mục đích thuế, có một vài biến thể của cơ sở tư nhân. Sự khác biệt về vật chất giữa cơ sở "điều hành" và "cấp" cơ sở. Cơ sở hoạt động, như [[Wikimedia Foundation, Inc, sử dụng khả năng thiên phú của mình để đạt được mục tiêu của họ trực tiếp. Cấp làm cơ sở, giống như Rockefeller Foundation, sử dụng khả năng thiên phú của mình để làm cho khoản tài trợ cho các tổ chức khác, gián tiếp thực hiện các mục tiêu của nền tảng. Cơ sở hoạt động có ưu đãi thuế quan trong một vài khu vực, bao gồm cả việc cho phép các nhà tài trợ cá nhân để đóng góp nhiều hơn thu nhập của họ và cho phép các cấp đóng góp nền tảng để tính vào yêu cầu phân phối tối thiểu 5%.

### Quỹ cộng đồng
Cơ sở cộng đồng là những công cụ của xã hội dân sự được thiết kế để hồ bơi đóng góp vào đầu tư phối hợp và cơ sở thực hiện cấp chủ yếu để cải thiện xã hội của một nơi nhất định. Nói cách khác, một nền tảng cộng đồng như một nền tảng công cộng. Đây là loại nền tảng yêu cầu đại diện cộng đồng trong ban điều hành và tài trợ được thực hiện để cải thiện cộng đồng. Thông thường sẽ có một thành phố có một nền tảng cộng đồng nơi ban điều hành bao gồm nhiều nhà lãnh đạo của doanh nghiệp, tôn giáo, và lợi ích địa phương. Trợ cấp như vậy mà nền tảng cộng đồng sau đó sẽ thực hiện sẽ có lợi cho người dân của thành phố đó. Ví dụ, hãy xem Cleveland Foundation.
Bày tỏ công khai sự tham gia và giám sát cơ sở cộng đồng cho phép classficiation của họ là tổ chức từ thiện công cộng chứ không phải là tổ chức tư nhân.

### Quỹ tư nhân
Quỹ tư nhân thường có một nguồn duy nhất lớn kinh phí (thường là quà tặng từ một gia đình, công ty chứ không phải là kinh phí từ nhiều nguồn) và nhất là hoạt động chính của họ làm cho các khoản tài trợ cho các tổ chức từ thiện và các cá nhân, chứ không phải là hoạt động trực tiếp của từ thiện chương trình. Khi một người hoặc một công ty sáng lập một nền tảng tin thường xuyên các thành viên gia đình của người đó hoặc các đại lý của công ty là thành viên của ban điều hành. Điều này hạn chế giám sát công khai trên cơ sở tư nhân, mà đòi hỏi phải điều trị không thuận lợi so với các cơ sở cộng đồng.
Việc điều trị khác nhau cơ sở tư nhân so với các tổ chức từ thiện công cộng bao gồm cơ sở cộng đồng như sau:
(a) cơ sở phải trả 5% tài sản của nó mỗi năm trong khi một tổ chức từ thiện công cộng không;
(b) các nhà tài trợ cho một tổ chức từ thiện công cộng nhận được lợi ích về thuế lớn hơn các nhà tài trợ cho một nền tảng;
(c) một tổ chức từ thiện công cộng phải thu thập ít nhất 10% chi phí hàng năm từ công chúng để duy trì được miễn thuế trong khi một nền tảng không.

##### Hoạt động và không hoạt động
Đối với mục đích thuế, có một vài biến thể của quỹ tư nhân. Sự khác biệt về vật chất giữa quỹ "điều hành" và "cấp" cơ sở. Quỹ hoạt động, như [[Wikimedia Foundation, Inc, sử dụng khả năng thiên phú của mình để đạt được mục tiêu của họ trực tiếp. Cấp làm cơ sở, giống như Rockefeller Foundation, sử dụng khả năng thiên phú của mình để làm cho khoản tài trợ cho các tổ chức khác, gián tiếp thực hiện các mục tiêu của nền tảng. Cơ sở hoạt động có ưu đãi thuế quan trong một vài khu vực, bao gồm cả việc cho phép các nhà tài trợ cá nhân để đóng góp nhiều hơn thu nhập của họ và cho phép các cấp đóng góp nền tảng để tính vào yêu cầu phân phối tối thiểu 5%.

## Yêu cầu pháp lý

### Quỹ tư nhân
Đạo luật Cải cách thuế năm 1969 quy định hợp đồng xã hội cơ bản được cung cấp cho các tổ chức tư nhân. Trong trao đổi cho miễn trả hầu hết các loại thuế và cho các lợi ích về thuế hạn đang được cung cấp cho nhà tài trợ, một tổ chức tư nhân (a) phải trả ít nhất 5% giá trị của khả năng thiên phú của mình mỗi năm, không ai trong số đó có thể là lợi ích riêng của bất kỳ cá nhân, (b) không sở hữu hoặc vận hành doanh nghiệp vì lợi nhuận đáng kể; (c) nộp báo cáo chi tiết công ích hằng năm và thực hiện kiểm toán hàng năm theo cách tương tự như một công ty vì lợi nhuận; (d) đáp ứng một bộ các yêu cầu kế toán bổ sung độc đáo để các tổ chức phi lợi nhuận.
Chi phí hành chính và hoạt động được tính vào yêu cầu 5%, dao động trong khoảng từ tầm thường tại các cơ sở nhỏ unstaffed,% hơn một nửa giá trị cung cấp vốn lớn hơn những nhân viên. Đề nghị Quốc hội để loại trừ những chi phí từ yêu cầu thanh toán thường nhận được nhiều sự chú ý trong thời kỳ bùng nổ khi các nguồn tài nền tảng thu nhập đầu tư trở lại lớn hơn nhiều so với 5% (chẳng hạn như cuối những năm 1990), ý tưởng thường mất dần khi các nguồn tài nền tảng được thu hẹp trong một thị trường xuống (chẳng hạn như 2001-2003).

### Quỹ cộng đồng
Bản mẫu:Phần trống